# Pristoderus scaber
Pristoderus scaber is een keversoort uit de familie somberkevers (Zopheridae). De wetenschappelijke naam van de soort werd in 1775 gepubliceerd door Johann Christian Fabricius.